# Deborah Theaker
Deborah Theaker (Moose Jaw, 6 aprile 1964) è un'attrice canadese.
Ex moglie di Darren Boyce.

## Filmografia parziale

### Cinema
- Duetto a tre (The Third Wheel), regia di Jordan Brady (2002)
- Lemony Snicket - Una serie di sfortunati eventi (Lemony Snicket's A Series of Unfortunate Events), regia di Brad Silberling (2004)
- La sposa fantasma (Over Her Dead Body), regia di Jeff Lowell (2008)

### Televisione
- Desperate Housewives - serie TV, 1 episodio (2006)
- Stargate SG-1 - serie TV, episodio 8x15 (2005)
- 2 Broke Girls - serie TV, episodio 5x16 (2016)